# Phaestacoenitus caucasicus
Phaestacoenitus caucasicus là một loài tò vò trong họ Ichneumonidae.